# Reformierte Episkopalkirche
Die Reformierte Episkopalkirche (Reformed Episcopal Church) ist eine Freikirche anglikanischer Prägung, die sich von der Anglikanischen Kirchengemeinschaft getrennt hat. Seit 2009 ist sie Teil der Anglican Church in North America.

## Geschichte
Die Reformierte Episkopalkirche wurde am 2. Dezember 1873 von Bischof George David Cummins, von weiteren sieben ehemaligen Pfarrern der Episkopalkirche der Vereinigten Staaten von Amerika und von 20 Laien gegründet. Sie befürchteten angesichts der damals wachsenden Akzeptanz der Oxford-Bewegung in Teilen der Episkopalkirche (und in deren Mutterkirche, der Church of England) einen Verlust der protestantischen Tradition ihrer Kirche. Theologisch bekennt sich die Kirche zur Englischen Reformation und zu den 39 Glaubensartikeln der Englischen Kirche. Sie benutzt als Gottesdienstordnung ihr eigenes Book of Common Prayer, das auf dem Book of Common Prayer von 1662 der Church of England beruht. Dem konservativen Flügel innerhalb der anglikanischen Gemeinschaft nahestehend, vereinbarte die Reformierte Episkopalkirche mit der Iglesia Anglicana del Cono Sur de América und mit der Church of Nigeria die Kirchengemeinschaft. Diese gilt nicht für weitere Gliedkirchen der Anglikanischen Gemeinschaft. Der derzeitige „Presiding Bishop“ der Kirche ist Ray R. Sutton.

## Verbreitung

### Weltweit
Heute gliedert sich die Reformierte Episkopalkirche in den Vereinigten Staaten und Kanada in sechs Diözesen mit insgesamt 135 Kirchengemeinden. Darüber hinaus gibt es Kirchengemeinden in Deutschland, Brasilien, Indien, Kuba und Liberia. Weltweit beträgt die Zahl der Mitglieder 13.400.

### Deutschland
Die Reformierte Episkopalkirche in Deutschland, die sich selbst „Anglikanische Kirche in Deutschland“ (AKD) nennt, ist ein eingetragener Verein und hat Gemeinden und Missionen in Berlin, Erfurt, Ulm, Buchen, München, Ramstein, Bochum und Schwarzenborn. Die Missionsarbeit wurde 1991 in Neukirchen begründet. Gegenwärtig hat die AKD acht Geistliche und mehrere Prädikanten (Lay-Reader). Der Bischofssitz ist in Schwarzenborn. Sie ist Vollmitglied der Arbeitsgemeinschaft Christlicher Kirchen Hessen Rheinhessen.

## Bischöfe
Das sind die frühen Bischöfe der Reformierten Episkopalkirche von der Gründung 1873 bis 1902:
| Nr. | Bischof                             | Konsekration      | Konsekrator | Tätig in                               |
| --- | ----------------------------------- | ----------------- | ----------- | -------------------------------------- |
| 1   | George David Cummins (1822–1876)    | 15. November 1866 |             |                                        |
| 2   | Charles Edward Cheney (1836–1916)   | 14. Dezember 1873 | 1           | Chicago                                |
| 3   | William Rufus Nicholson (1822–1901) | 24. Februar 1876  | 1           | New York und Philadelphia Synod        |
| 4   | Edward Cridge (* 1817)              | 16. Juli 1876     |             | Kanada (Jurisdiktion der Pazifikküste) |
| 5   | Samuel Fallows (1835–1922)          | 16. Juli 1876     |             | Chicago                                |
| 6   | John Sugden († 1897)                | 20. August 1876   | 4           | England                                |
| 7   | Alfred Spencer Richardson († 1892)  | 20. August 1876   | 3, 5        | England                                |
| 8   | Thomas Huband Gregg (1840–1896)     | 20. Juni 1877     | 5, 2, 3     | England                                |
| 9   | Peter Fayssoux Stevens (* 1830)     | 22. Juni 1879     |             | South Carolina                         |
| 10  | James Allen Latané (1831–1902)      | 22. Juni 1879     |             | New York und Philadelphia Synod        |
| 11  | Hubert Bower (1835–1888)            | 19. August 1879   | 6, 7        | England                                |
| 12  | Edward Wilson                       | 1. Juli 1880      |             | Kanada                                 |
| 13  | Thomas W. Campbell (* 1851)         | 31. Mai 1891      |             | Kanada; Brooklyn, NY                   |
| 14  | Philip X. Eldridge (1846–1921)      | 24. Juni 1892     | 6           | England                                |
| 15  | James Renney († 1894)               | 24. Juni 1892     | 6           | England                                |
| 16  | William T. Sabine (* 1838)          | 1902 gewählt      |             | New York und Philadelphia Synod        |
| 17  | T. W. Bowman                        | 1902 gewählt      |             | England                                |
|     |                                     |                   |             |                                        |